# 116th Street (linea IRT Lenox Avenue)
116th Street è una fermata della metropolitana di New York situata sulla linea IRT Lenox Avenue. Nel 2019 è stata utilizzata da 3 345 661 passeggeri. È servita dalle linee 2 e 3, attive 24 ore su 24.

## Storia
La stazione fu aperta il 23 novembre 1904. Venne ristrutturata nel 1998.

## Strutture e impianti
La stazione è sotterranea, ha due banchine laterali e due binari. È posta al di sotto di Lenox Avenue/Malcolm X Boulevard e non ha un mezzanino, ognuna delle due banchine ospita infatti un gruppo di tornelli con due scale che portano all'incrocio con 116th Street.

## Interscambi
La stazione è servita da alcune autolinee gestite da NYCT Bus.
- Fermata autobus